# Los tres cerditos (película)
Los tres cerditos es un cortometraje de Disney de 1933, basado en la tradicional fábula Los tres cerditos, que ganó un Óscar. La música la compuso Carl Stalling. Cuando Walt Disney mandó la película Los tres cerditos a la distribuidora de Nueva York, no le gustó. Era una película con solo cuatro personajes, pero Walt no se preocupaba porque estaba seguro del éxito. En las primeras proyecciones se demostró que cada cerdito tenía un interés específico, y Walt Disney escribió a su hermano Roy diciendo: "Al fin hemos conseguido que una película tenga verdadera personalidad". Los cuatro personajes eran obras maestras. Los cerditos eran redondos y parecían muy fáciles de dibujar, los cerditos Flautista y Violinista eran gordos pero ligeros de pies, el cerdito Práctico tenía unas virtudes más sólidas, y no hacia nada más que preocuparse por salvar a sus hermanos del Lobo Feroz. El Lobo daba verdaderamente miedo, era peludo, feo y despiadado. Se hacía admirar por su tenacidad de los disfraces que se ponía.

## Historia
Tres cerditos construían sus casas para protegerse del Lobo Feroz. Un día apareció el Lobo y derribó las dos primeras casas, que eran de paja y la otra de madera. Al no poder derribar la otra casa de ladrillo, el Lobo subió a la chimenea, y desplazándose hacia abajo, cuando llegó se quemó con la olla que estaba calentándose y se fue lejos, mientras que los cerditos lo celebraban.

## Personajes
- Cerdito Flautista: Él pensó que era mejor hacer la casa rápidamente y así tener tiempo para jugar, por lo que construyó su casa de paja.
- Cerdito Violinista: Él también pensó que era mejor hacer la casa rápidamente y así tener tiempo para jugar, por lo que la construyó de madera.
- Cerdito Práctico: Es el único que antepone el trabajo a la diversión, sabiendo que el lobo feroz podría atacarles en cualquier momento
- El Lobo Feroz: Este gran lobo malvado quiere comerse a los cerditos. Se creía muy listo pensando que se podía comer a los tres cerditos y además derribaba las casas hechas por los cerditos con sus poderosos pulmones. Pero cuando llegó el turno de la casa del cerdito mayor sopló y sopló pero no pudo derribar la casa, porque estaba hecha de ladrillos. Así, al lobo no le queda otra opción más que rendirse.